# Ромина Андонова
Ромина Андонова – Тасевска е българска манекенка, Мис България 2010.

## Биография
Ромина Андонова е родена на 30 октомври 1988 г. Като дете е пяла в детската вокална група „Бон-бон“, както и с Орлин Горанов, Нели Рангелова, Георги Христов и Росица Кирилова. От 4 години се занимава професионално с модерен балет. Тренирала е карате и волейбол. Завършила е специалност „Графичен дизайн“ в Професионалната гимназия по полиграфия и фотография. Следва в специалност „Биология“ на СУ „Св. Климент Охридски“. Владее немски и английски език.
От 6 септември 2021 г. е панелист в предаването „На кафе“.
През 2023 г. заема мястото на Нана Гладуиш като водеща на „Съдебен спор“.

## Личен живот
Съпруга е на футболиста Дарко Тасевски. Двойката има три деца – Дария, Давид и Антонио.